# Durchfahrtsstrafe
Als Durchfahrtsstrafe oder Drive-through-Penalty bezeichnet man im Motorsport eine Bestrafung für ein Vergehen auf der Rennstrecke.

## Bestimmungen
Die Durchfahrtsstrafe gehört neben der Stop & Go-Strafe, der Stop & Go Zeitstrafe und der generellen Zeitstrafe zu den Wertungsstrafen die ein Rennleiter oder Renndirektor beim Regelverstoß eines Teilnehmers noch während des Rennens verhängen kann, um einen unrechtmäßig aufgrund des Verstoßes erlangten Vorteil auf der Strecke zu eliminieren.
Der betroffene Fahrer muss zum Absolvieren der Durchfahrtsstrafe in die Boxengasse einbiegen und unter Beachtung der zulässigen Höchstgeschwindigkeit und ohne anzuhalten durch die Boxengasse fahren und anschließend von deren Ende aus das Rennen wieder aufnehmen. Dabei unterliegt das Fahrzeug den Parc fermé Bestimmungen. D.h. Das Durchfahren der Boxengasse darf nicht mit einem Boxenstopp kombiniert werden. Es dient lediglich dem Ausbremsen des Bestraften. Für einen nötigen Stopp muss der Fahrer in einer späteren Runde erneut die Boxengasse aufsuchen.
Wird die Aufforderung, die Durchfahrtsstrafe anzutreten, nicht befolgt, wird dem betroffenen Fahrer auf Anweisung der Sportkommissare die Schwarze Flagge gezeigt, was einer Disqualifikation entspricht. Wird eine Durchfahrtsstrafe erst kurz vor dem Rennende verhängt,  so kann sie gegebenenfalls in eine Zeitstrafe umgewandelt werden.

## Mögliche Gründe
Mögliche Vergehen sind in Abhängigkeit vom Reglement der jeweiligen Rennserie sind:
- ein Frühstart
- Start von einer nicht korrekten Startposition
- Verlassen der Startposition innerhalb der Formation oder vorzeitiges Ausscheren aus der Formation vor Erteilung des Startsignals bei rollendem Start
- Bei rollendem Start: Überholen des Führungsfahrzeuges vor Startfreigabe
- Auslassen von Schikanen oder Bremskurven im Rennen.
- Verlassen der Rennstrecke mit Wettbewerbsvorteil.
- Während des Rennens: Geschwindigkeitsüberschreitung in der Boxengasse.
- Nichtbeachtung von Flaggenzeichen, insbesondere der Gelben Flagge.
- Unerlaubtes Bewegen des Fahrzeugs quer oder entgegen zur Fahrtrichtung